# Fayence
Fayence là một xã thuộc tỉnh Var trong vùng Provence-Alpes-Côte d’Azur, Pháp. Xã này có diện tích 27,68 km², dân số năm 2006 là 4790 người. Xã này nằm ở khu vực có độ cao trung bình 349 mét trên mực nước biển.

## Biến động dân số
| Năm | 1805 | 1835 | 1851 | 1866 | 1884 | 1892 | 1900 | 1914 | 1939 | 1968 | 1975 | 1982 | 1995 | 1999 | 2006 |
| --- | ---- | ---- | ---- | ---- | ---- | ---- | ---- | ---- | ---- | ---- | ---- | ---- | ---- | ---- | ---- |
| Dân số | 2712 | 2200 | 2257 | 2176 | 1786 | 1702 | 1525 | 1825 | 1119 | 1768 | 2146 | 2562 | 3502 | 4253 | 4790 |
| From the year 1962 on: No double counting—residents of multiple communes (e.g. students and military personnel) are counted only once. |      |      |      |      |      |      |      |      |      |      |      |      |      |      |      |